# El Progreso (paroisse civile)
Pour les articles homonymes, voir El Progreso.
El Progreso est l'une des quatre paroisses civiles de la municipalité de La Ceiba dans l'État de Trujillo au Venezuela. Sa capitale est Zona Rica.

## Géographie

### Transports
La paroisse civile est desservie par la piste aérienne de Punta de Oro (« Punta de Oro Pista », en espagnol).

### Démographie
Hormis sa capitale Zona Rica, la paroisse civile possède plusieurs localités :
- El Progresso
- Los Verales (partage avec la paroisse civile de Santa Apolonia)
- Zona Rica